# Cato Valøy
Cato Pathmamathan Valøy (Oslo, 28 aprile 1987) è un giocatore di calcio a 5 e calciatore norvegese, attaccante del Gamle Oslo.

## Carriera

### Calcio a 5

#### Club
Valøy ha giocato per il KFUM Oslo fino al 2014. È passato al Vegakameratene in vista della Futsal Eliteserie 2014-2015, per tornare al KFUM Oslo nella stagione successiva.

#### Nazionale
Conta 33 presenze e 5 reti per la Norvegia.

### Calcio
Valøy giocò per il KFUM Oslo fino al 2003, per poi militare nel Molde e, dal 2008, ancora nel KFUM Oslo. Con questa squadra, in data 17 ottobre 2015 ha ufficialmente conquistato la promozione in 1. divisjon con una giornata d'anticipo sul termine del campionato.